# 임금님 랭킹
《임금님 랭킹》(일본어: 王様ランキング 오사마 란킨구[*])은 토카 소스케가 원작한 일본의 만화이다. 만화 투고 사이트 〈망가핵〉에서 2017년 5월 20일부터 매주 토요일마다 갱신 중이다. 《모두가 뽑은 TSUTAYA 코믹 대상 2019》 6위이다. 낱권책은 KADOKAWA에서 발매되고 있다. 2023년 6월 시점에서 누계 발행 부수는 220만 부를 돌파했다.

## 줄거리
아버지와 어머니가 거인임에도 키가 작고 단검도 휘두를 수 없을 정도로 힘이 약한 왕자, 봇지. 청각장애라 말을 못하는 그를 주변 사람들은 깔보았다. 하지만 '카게'(일본어: かげ '그림자')라는 벗을 둔 뒤로 봇지의 삶은 달라지기 시작한다.

## 등장인물

### 봇스 왕국
봇지(ボッジ)
성우 - 히나타 미나미
본작의 주인공. 봇스 왕국의 제1왕자. 부모 모두 거인임에도 몸집이 작고 단검은 커녕 돌조차 들지 못할 정도의 약한 체력이지만, 강인함을 동경해 왕이 되는 것을 꿈꾼다. 힘이 약한 데다가 귀도 들리지 않고 말도 할 수 없어 제1왕자면서 주위에서는 무시당하고 있지만, 매우 솔직한 성격이다. 또 피하는 것에는 특화되어 있어, 데스파의 가르침을 받고 상대의 급소를 찌르고 기절시키는 검술을 습득했다.
식생활에서는 거인의 아들답게(?) 무엇이든 통째로 먹는 대식가이며, 거의 모든 독이 효과가 없을 정도로 위가 튼튼하다. 이와는 달리 요리를 아주 못하고, 다른 사람이 봇지가 만든 음식을 먹으면 생명에 위협을 준다.
제1부의 종반, 불사신의 오우켄에게는 당해내지 못했지만 다이다의 신체를 빌린 봇스에게 승리해 주위로부터 왕의 그릇이 된다고 보이지만 다이다에게 자국의 왕위을 맡기고 다시 만난 카게와 함께 다른 곳으로 떠났다.
카게(カゲ)
성우 - 무라세 아유무
눈이 달린 그림자 같은 생물로, 절멸당한 암살 집단 '그림자 일족'의 생존자. 봇지의 말을 유일하게 이해할 수 있다. 어린 시절에 일족이 몰살당해 밑바닥 생활(좀도둑질을 하며 살았음)을 하고 있었지만, 우연히 만난 봇지의 깜냥을 언급하며 '어떤 때든지 너의 편이 된다'는 것을 맹세한다. 인간은 아니지만 가게에서 장보기 등의 일도 문제가 없고 사회에 적응했다. 그러나 일족의 안 좋은 평이 퍼지고 나서는 사람들에게 쫓겨난다.
제1부의 종반에서 봇지가 국왕으로 인정받은 뒤로 몰래 나라를 떠났지만 베빈에게 들켜 봇지와 다시 만난다. 그의 모험 여행에 동행하기로 한다.
다이다(ダイダ)
성우 - 카지 유우키, 사쿠라이 하루나(어린 시절)
봇스 왕국의 제2왕자. 거인과 인간의 혼혈로, 봇지의 배다른 아우다. 형과는 달리 문무양도이지만 기대를 받고 혹독하게 자란 탓에 봇지에 우월감과 부러움이 뒤섞인 감정을 품고 있다. 이 때문에 어린 시절에는 형과 사이가 좋았음에도 불구하고 뒤틀린 생각에서 힘이 약하다는 이유로 형을 깔보게 된다. 프라이드가 높고 미숙한 부분도 많지만, 왕으로서의 높이를 목표로 하기 때문에 안이한 길로 흐르지 않는 마음의 힘도 가지고 있다. 아버지 봇스가 죽으면서 차기 국왕으로 지명된 것은 봇지였으나 어머니 힐링의 계책으로 봇스의 뒤를 잇는다. 그러나 자신을 왕으로 밀지 않았던 부하들을 추방한 것과 봇스에 비해 실력이 부족해 왕 랭킹의 대폭 하락을 통보받고, 그로 인해 생긴 마음의 초조함을 거울삼아 봇스의 부활을 위한 빙대로서 육체를 빼앗기고 만다.
그 후에는 어둠 속, 처음에는 겁에 질려 계속 울다가 이윽고 미란죠의 영혼을 통해 두 사람의 과거 기억과 봇지의 비력의 진실을 알게 된다. 제1부 종반에 봇스에게서 풀려나 미란죠의 죄와 슬픔을 받아들이기 위해 그녀에게 구혼한다. 봇지를 국왕으로 인정하면서도 여행을 떠난 그에 의해 봇스 왕국의 국왕을 맡게 되었다.
봇스(ボッス)
성우 - 미야케 켄타
봇스 왕국 초대 국왕. 임금님 랭킹 7위. 인치를 넘은 강력을 자랑하는 거인족의 전사로, 마물에 습격당하고 있던 작은 마을을 혼자 구해, 일대에 왕국을 일군 호걸이다. 어린 시절에 마신과 계약해 '수명'과 '나중에 태어나는 아이의 힘'을 대가로 '힘뿐이라면 1등'이라고 불리는 힘을 얻은 과거가 있고, 봇지 가 비력한 것은 그 때문이다. 계약의 부작용으로 병에 걸리고, 차기 국왕에 봇지를 지명하고 사망하지만, 거울(미란죠)의 책략에 의해 다이다의 몸을 탈취하는 형태로 부활한다. 그 후는 미란죠와 함께 야망의 실현에 나선다.
힐링(ヒリング)
성우 - 사토 리나
봇스 왕국 왕비. 보스의 후처이자 다이다의 어머니. 전직 승려로 회복주문이 특기다. 독한 성격에 히스테리적인 언행도 많지만 실제로는 상냥한 여성으로, 계자인 봇지에게도 차별 없이 애정을 쏟고 있으며, 봇스 사후 유언을 어기면서까지 다이다를 왕으로 삼은 것도 장애를 안고 있는 봇지가 왕의 격무를 감당할 수 없을 것이라는 배려에서였다. 봇스 부활 후에는, 몸을 빼앗긴 다이다를 구하기 위해 봇스와의 결별을 선택한다.
시나(シーナ)
성우 - 혼다 타카코
봇스 왕국의 전 왕비이며, 제1왕자 봇지의 친모. 봇스 국왕과 마찬가지로 거인족 출신이며, 힘을 추구하여 숲에서 싸움에서 봇스에게 구혼되어 나중에 봇지를 출산했다.
보지가 아직 어릴 때, 미란죠의 신호로 발사된 거대한 무수한 화살을 전신에 받고, 봇지를 감싸면서 사망한다. 그러나 미란죠의 일을 용서한다.
도마스(ドーマス)
성우 - 에구치 타쿠야
봇스 왕국 사천왕 중 한 '소드 마스터'. 기사단의 검술 지남 역이며, 봇스의 힘을 동경한 '강의 검'의 사용자. 봇스로부터 봇지의 교육계에 임명되지만, 보봇의 비력함에 포기하고, 방임 상태가 되었다. 다이다와 경기를 한 것을 계기로 그의 재능에 반해 차기 왕을 결정하는 투표로 다이다에 넣는다. 그러나 그 일을 봇지에 대한 불충으로 간주한 다이다에게 실지 회복으로서 봇지의 암살을 명령받고 함께 떠난 여행지에서 봇지를 명부로의 절벽에서 밀어낸다. 한번은 결별한 호쿠로를 처형에서 구출하려다가 다이다의 몸을 탈취한 봇스에게 명령받아 호쿠로를 동반하여 명부의 문 공략을 노린다.
베빈(ベビン)
성우 - 우에다 요지
봇스 왕국 사천왕 중 한 명으로 수많은 뱀을 사역하는 '뱀사'. 왕국에서는 첩보의 임무를 맡고 있으며, 다수의 뱀을 사역하고 있다. 악인면이지만 정에 두터운 성격으로, 뱀들에게는 애정을 가지고 대하고 있다. 다이다의 교육계이지만 봇지도 상당히 평가하고 있어, 데스파에의 소개장을 카게에게 맡겼다. 그 후, 다이다의 명을 받아 아피스의 암살을 시도하지만 실패한다.
아피스(アピス)
성우 - 야스모토 히로키
봇스 왕국 사천왕 중 한 명으로 '왕의 창'으로서 도르시를 대신해 왕의 호위를 맡는 장척의 창사. 성격은 과묵하고 냉정 침착. 국왕 봇스의 유언에 따라 제1왕자 봇지를 왕으로 해야 한다고 생각하고 힐링 왕비의 발안에 의한 차기 국왕을 결정하는 투표에서는 봇지에 표를 던졌다. 나중에 봇지파인 것을 이유로 성을 쫓겨났지만, 봇스에 소개된 미란죠의 지지에 의해, 겁쟁이 성격을 극복해 사천왕의 지위까지 오르기 때문에, 봇스와 미란죠에게 충성을 맹세하고 있다.
도르시(ドルーシ)
성우 - 타도코로 히나타
봇스 왕국 사천왕 중 한 명. 왕비의 호위를 맡는 '왕비의 방패'. 언제나 힐링 왕비의 편에 서 있다. 그 실력은 사천왕 중에서도 최강이라고 칭해 성실하고 정직한 성격에서 봇스 국왕으로부터의 신뢰도 두텁다. 한편, 정에 약하고 자상함도 있다고 평가되고 있으며, 봇스에 의해 왕비의 호위를 받았다. 평상시는 갑옷을 착용하고 있기 때문에 스피드는 느리지만 벗으면 빠르고, 파워 터프니스도 높은 수준이다. 사천왕 최강의 평판대로 뛰어나 강하고, 아피스가 한 마리도 쓰러뜨릴 수 없었던 힐링 암살 때문에 보내진 마수를, 세 마리 동시에 상대해 혼자서 격퇴할 정도다.
소리(ソリー)
성우 - 모가미 츠구오
보스 왕국 재상. 차기 국왕으로는 둘째 왕자인 다이다야말로 적합하다고 생각해 국왕 사후에 힐링 왕비의 발안으로 행해진 결의에서는 다이다에게 투표한다. 봇스 부활 이후에도 계속 재상을 맡고 있다.
산데오(サンデオ)
성우 - 토네 켄타로
보스 왕국 법무대신. 국왕 봇스의 유언에 따라 제1왕자 봇지를 차기 국왕으로 해야 한다고 생각하고 있으며, 힐링 왕비의 발안에 의한 차기 국왕을 결정하는 결의에서는 봇지에 투표한다. 나중에 보지에 투표한 것이 새 국왕의 다이다에게 들켜 미래의 반란을 우려해 파면되었다.
미란조(ミランジョ)
성우 - 사카모토 마아야
신비한 여자. 어떤 사정으로 육체를 잃고 정신만 거울로 남아 있다. 왕국을 멸망시킬 생각을 하고 있다. 그 거울은 봇스보다 어린 다이다에게 주어져 상담 상대로 능숙하게 다이다를 조종한다. 봇스가 죽은 후 다이다의 초조함을 틈타 지하로 유도하고 다이다의 육체를 사용하여 봇스를 부활시킨다. 그 후는 힐링 암살을 시도하는 등 야망의 실현을 위해 계책을 쓴다.
호쿠로(ホクロ)
성우 - 야마시타 다이키
봇스 왕국 기사단에 소속인 일반 병사. 과거에 어머니의 무덤 앞에서 슬픔에 잠겨 있을 때, 우연히 무덤을 방문했던 봇지에 꽃을 건내받고, 게다가 그 꽃이 본래는 죽은 왕비를 향해 갈 생각이라고 알고 감동한다. 이후 비밀리에 봇지를 계속 그리워해, 언제라도 커뮤니케이션을 취할 수 있도록 독학으로 수화도 몸에 익힌다. 수화를 사용할 수 있는 사람으로서 봇지의 여행에 도마스와 동행하지만, 도마스에 의한 봇지 암살을 저지할 수 없고 처형되는 직전에 봇스(다이다)의 도움을 받는다. 그 후는 나라에서 추방되어 도마스와 함께 명부의 문으로 향한다.
미츠마타(ミツマタ, '삼지닥나무')
성우 - 사사키 노조무
베빈을 섬기는 구렁이. 과거에 가운데 머리와 꼬리 끝, 왼쪽 머리의 왼쪽 눈과 오른쪽 위의 송곳니 이외를 찌그러뜨려 전신 상처 투성이다. 과거 봇지와 힐링에게 구원을 받은 뒤 나라 병사들에게 습격당하던 베빈에게 구원받아 동굴에 숨어 있었다.
안(アン)
성우 - 히구치 아카리
과거 힐링과 함께 여행하던 여성 전사로 목소리가 굵다. 미란조가 이끄는 명부 죄인과 마수를 상대로 전투를 벌지만 기간이 갑자기 끼어들면서 궁지에 몰리고 오우켄에게 목이 베이고 만다. 그러나 힐링의 치료로 목숨을 건졌다.

### 명부(冥府)
데스하(デスハー)
성우 - 시모야마 요시미츠
임금님 랭킹 2위→1위의 명부의 왕. 아버지로부터 계승한 초능력에 의해, 뇌격이 특기. 문무 양도에서 국민으로부터의 신뢰도 두터운 명군이지만, 동생과는 달리 이상하게 찢어진 입과 자신의 외모에 콤플렉스를 가지고 있어 동생 데스파에게 강한 대항심을 가진다. 데스파와는 먼 곳에 있어도 입에 손을 대면 대화할 수 있다.
데스파(デスパー)
성우 - 사쿠라이 타카히로
데스하의 남동생이자 봇지의 스승. 금을 보면 흥분이 숨길 수 없는 속물로 자신은 아버지의 초능력을 조금밖에 이어받지 못하고 카게도 어이없어 할 정도로 약하지만 코칭의 재능은 높아 베빈을 비롯한 수많은 제자를 키워왔다. 베빈에 소개된 봇지의 비력에 처음에는 당황하지만, 그것을 역으로 취한 전법을 지도함으로써 봇지의 숨은 재능을 개화시켰다. 형과는 대조적으로 조각이 깊고 정돈된 얼굴로 여성으로부터도 인기도 좋기 때문에, 형은 질투한다. 데스하와는 먼 곳에 있어도 입에 손을 대는 것으로 대화를 할 수 있다.
오우켄(オウケン '왕권(王權)')
성우 - 유사 코지
데스하와 데스파의 동생으로 전 명부기사단 단장. 초능력은 전혀 이어지지 않은 반면 신체능력은 높아 한때는 마음씨 좋고 겸허한 전사였으나 25세 때 불로불사의 체질이 된 이후 이성을 잃고 위험한 존재가 되고 말았다.

## 서지 정보
- 토카 소스케 《임금님 랭킹》 KADOKAWA 〈빔 코믹스〉
  1. 2019년 2월 12일 발매[11], ISBN 978-4-04-735517-0
  2. 2019년 2월 12일 발매[12], ISBN 978-4-04-735518-7
  3. 2019년 4월 12일 발매[13], ISBN 978-4-04-735599-6
  4. 2019년 6월 12일 발매[14], ISBN 978-4-04-735684-9
  5. 2019년 8월 10일 발매[15], ISBN 978-4-04-735719-8
  6. 2019년 12월 12일 발매[16], ISBN 978-4-04-735807-2
  7. 2020년 4월 11일 발매[17], ISBN 978-4-04-735854-6
  8. 2020년 8월 12일 발매[18], ISBN 978-4-04-736228-4
  9. 2020년 12월 11일 발매[19], ISBN 978-4-04-736458-5
  10. 2021년 4월 12일 발매[20], ISBN 978-4-04-736602-2
  11. 2021년 8월 12일 발매[21], ISBN 978-4-04-736743-2
  12. 2021년 12월 10일 발매[22], ISBN 978-4-04-736868-2
  13. 2022년 4월 12일 발매[23], ISBN 978-4-04-737007-4
  14. 2022년 8월 12일 발매[24], ISBN 978-4-04-737154-5
  15. 2022년 12월 12일 발매[25], ISBN 978-4-04-737284-9
  16. 2023년 4월 12일 발매[26], ISBN 978-4-04-737446-1
  17. 2023년 8월 12일 발매[27], ISBN 978-4-04-737598-7
  18. 2023년 12월 12일 발매[28], ISBN 978-4-04-737742-4

## TV 애니메이션

### 애니메이션 《임금님 랭킹》
2021년 10월부터 2022년 3월까지 후지 TV의 노이타미나 테두리 등에서 2쿨 연속으로 방송되었다. WIT STUDIO 설립 10주년 기념 작품이다.

#### 스태프
- 원작 - 토카 소스케(十日草輔)[6]
- 감독 - 핫타 요스케(八田洋介)[6]
- 부감독 - 이마이 아리후미(今井有文)[6]
- 시리즈 구성 - 키시모토 타쿠(岸本 卓)[6]
- 캐릭터 디자인·총작화 감독 - 노자키 아츠코(野崎あつこ)[6]
- 서브 캐릭터 디자인·총작화 감독 - 카와케 마사키(河毛雅妃)[6]
- 치프 연출 - 후치가미 마코토(渕上 真)[6]
- 메인 애니메이터 - 오오시로 마사루(大城 勝), 오가사와라 신(小笠原真), 후지이 노조무(藤井 望)[6]
- 미술 감독 - 카네코 유지(金子雄司)[6]
- 미술 설정 - 후지이 카즈시(藤井一志)[6]
- 색채 설계 - 하시모토 사토시(橋本 賢)[6]
- 촬영 감독 - 이즈미다 카즈토(出水田和人), 우에다 노리유키(上田程之)[6]
- 편집 - 히로세 키요시(廣瀬清志)[6]
- 음향 감독 - 에비나 야스노리(えびなやすのり)[6]
- 음향 효과 - 오가타 야스마사(緒方康恭)[6]
- 음악 - MAYUKO[6]
- 음악 제작 - 애니플렉스
- 치프 프로듀서 - 우류 쿄코(瓜生恭子), 오자키 노리코(尾崎紀子)
- 프로듀서 - 이노우에 메구미(井上めぐみ), 오오시마 카즈키(大島和樹), 오카다 마이코(岡田麻衣子)
- 애니메이션 프로듀서 - 오카다 마이코
- 애니메이션 제작 - WIT STUDIO[6]
- 제작 - 애니 '임금님 랭킹' 제작위원회(애니플렉스, 후지 텔레비전, KADOKAWA, BANDAI SPIRITS, WIT STUDIO, 덴쓰)

#### 주제가
BOY
King Gnu에 의한 1쿨 오프닝 테마. / 작사·작곡 - 츠네타 다이키 / 편곡 - King Gnu
Oz.
yama에 의한 1쿨 엔딩 테마. / 작사·작곡 - 나키무시 / 편곡 - 아사노 타카시
벌거벗은 용사(裸の勇者)
Vaundy에 의한 2쿨 오프닝 테마. / 작사·작곡·편곡 - Vaundy
Flare
milet에 의한 2쿨 엔딩 테마. / 작사 - milet / 작곡 - milet, 츠타야 코이치 / 편곡 - 츠타야 코이치

#### 방영 목록
| 화수   | 제목                                  | 각본            | 그림 콘티                               | 연출                                          | 작화 감독 | 총작화 감독                               | 방송일           |
| ------ | ------------------------------------- | --------------- | --------------------------------------- | --------------------------------------------- | --- | ----------------------------------------- | ---------------- |
| 제1화  | 裸の王子 벌거벗은 왕자                | 키시모토 타쿠   | 핫타 요스케                             | 핫타 요스케                                   | 노자키 아츠코 | -                                         | 2021년 10월 15일 |
| 제2화  | 王子とカゲ 왕자와 카게                | 키시모토 타쿠   | 핫타 요스케                             | 후치가미 마코토                               | 카와케 마사키 아라오 히데유키 | 카와케 마사키                             | 10월 22일        |
| 제3화  | 新しい国王 새로운 국왕                | 키시모토 타쿠   | 이마이 카즈아키                         | 이마이 카즈아키                               | 아베 아유미 야마시타 나츠미 노자키 아츠코 | 노자키 아츠코                             | 10월 29일        |
| 제4화  | 初めての旅 첫 여행                    | 키시모토 타쿠   | 후치가미 마코토                         | 후치가미 마코토                               | 万 怡 江 湧 마에다 요시히로 | 카와케 마사키                             | 11월 5일         |
| 제5화  | からみあう陰謀 얽혀오는 음모          | 키시모토 타쿠   | 타가시라 시노부                         | 오카무라 마사히로                             | 아라오 히데유키 시마부쿠로 나츠키 노자키 아츠코 키타무라 신야 카미우토 타츠오 | 노자키 아츠코                             | 11월 12일        |
| 제6화  | 冥府の王 명부의 왕                    | 키시모토 타쿠   | 나카자와 신타로                         | 에조에 히토미                                 | 오가와 마이 사이토 미카 마에하라 카오루 나카타 쿠미코 | 카와케 마사키                             | 11월 19일        |
| 제7화  | 王子の弟子入り 왕자의 제자 입문       | 키시모토 타쿠   | 고쇼조노 쇼타                           | 고쇼조노 쇼타                                 | 아베 아유미 고쇼조노 쇼타 노자키 아츠코 노다 타케시 나카타 쿠미코 万 怡 시마쿠부로 나츠키 | 노자키 아츠코                             | 11월 26일        |
| 제8화  | 夢のいけにえ 꿈의 산제물              | 키시모토 타쿠   | 후치가미 마코토                         | 카마쿠라 유미                                 | 와타나베 유키코 吴 耀 湯 団 야마무라 토시유키 요시다 와카코 | 카와케 마사키                             | 12월 3일         |
| 제9화  | 王妃と盾 왕비와 방패                  | 키시모토 타쿠   | 이마이 아리후미                         | 이마이 아리후미                               | 아라오 히데유키 키타무라 토모유키 히우라 레이나 노자키 아츠코 오가사와라 신 츠치가미 이츠키 후지모토 코키 무라타 오사무 마에나미 타케시 spike 마스다 히로후미 이마이 아리후미 아오키 슌스케                                                          | 노자키 아츠코                             | 12월 10일        |
| 제10화 | 王子の剣 왕자의 검                    | 키시모토 타쿠   | 테지마 마이                             | 테지마 마이                                   | 야마무라 토시유키 나미가미 유리 히우라 레이나 마에하라 카오루 이케즈 히사에 사이토 미카 | 카와케 마사키                             | 12월 17일        |
| 제11화 | 兄と弟 형과 아우                      | 키시모토 타쿠   | 아이케이 료타                           | 아이케이 료타                                 | 야마모토 유코 키타무라 토모유키 万 怡 郭 馨遠 나카타 쿠미코 히우라 레이나 楊 鋭 | 노자키 아츠코                             | 12월 24일        |
| 제12화 | 戦いの足音 싸움의 발소리              | 키시모토 타쿠   | 사사키 신사쿠                           | 후치가미 마코토                               | 아베 아유미 시마부쿠로 나츠키 김채은 니시무라 아야 키타무라 신야 | 카와케 마사키                             | 2022년 1월 7일   |
| 제13화 | 王国の乱れ 왕국의 어지러움            | 키시모토 타쿠   | 미야지 마사유키                         | 쿠마노 치히로 나카가와 아츠시                 | 오오시로 마사루 SNIPES 아라오 히데유키 카와우치 유우 | 노자키 아츠코                             | 1월 14일         |
| 제14화 | 王子の帰還 왕자의 귀환                | 키시모토 타쿠   | 카마쿠라 유미                           | 카마쿠라 유미                                 | 요시다 와카코 시모츠마 히사코 이시카와 마리코 翁 朝偉 楊 鋭 와타나베 아이 湯 団 | 카와케 마사키                             | 1월 21일         |
| 제15화 | 冥府騎士団 명부 기사단                | 카와구치 토모미 | 사사키 신사쿠                           | 에조에 히토미                                 | 오가와 마이 키타무라 토모유키 카모이 토모요 마에하라 카오루 오오후사 아야카 타카노 나오 | 카모이 토모요                             | 1월 28일         |
| 제16화 | 王の威厳 왕의 위엄                    | 카와구치 토모미 | 키타이 요시키 카네모리 요코 테지마 마이 | 테지마 마이                                   | 万 怡 야마모토 유코 SNIPES 김채은 오오후사 아야카 토가시 유키 아라오 히데유키 오수민 우와세키 아야카 | 카와케 마사키 노자키 아츠코               | 2월 4일          |
| 제17화 | 不死の呪い 불사의 저주                | 이시이 후카     | 시무라 히로아키                         | 히라무키 토모코 사토 미츠토시 나카가와 아츠시 | 오오시로 마사루 아베 아유미 야마모토 유코 니시무라 아야 카와우치 유우 나카타 쿠미코 | 노자키 아츠코                             | 2월 11일         |
| 제18화 | 神々との争い 신들과의 다툼            | 이시이 후카     | 나카자와 신타로                         | 후치가미 마코토 사토 미츠토시 에조에 히토미   | 오오후사 아야카 아라오 히데유키 오가와 마이 카모이 토모요 김채은 토가시 유키 나카타 쿠미코 우와세키 아야카 카와케 마사키 SNIPES | 카와케 마사키                             | 2월 18일         |
| 제19화 | 最後の砦 최후의 보루                  | 키시모토 타쿠   | 타카하시 아츠시                         | 이마이 아리후미                               | 万 怡 니시무라 아야 시마부쿠로 나츠키 아베 아유미 야마모토 유코 키타무라 토모유키 오오시로 마사루 오가사와라 신 | 노자키 아츠코                             | 2월 25일         |
| 제20화 | “不死身” 対 ”無敵” "불사신" 대 "무적" | 키시모토 타쿠   | 카마쿠라 유미                           | 카마쿠라 유미                                 | 사쿠라이 마사아키 나구라 사토시 요시다 와카코 이시카와 마리코 와타나베 아이 | 카와케 마사키                             | 3월 4일          |
| 제21화 | 王の剣 왕의 검                        | 키시모토 타쿠   | 고쇼조노 쇼타                           | 고쇼조노 쇼타                                 | 김채은 아라오 히데유키 야마모토 유코 카모이 토모요 노다 타케시 시마부쿠로 나츠키 노자키 아츠코 고쇼조노 쇼타 오수민 카와우치 유우 츠치가미 이츠키 마스다 히로후미                                                                                    | 노자키 아츠코                             | 3월 11일         |
| 제22화 | 魔神との約束 마신과의 약속            | 키시모토 타쿠   | 키타이 요시키                           | 에조에 히토미                                 | 아베 아유미 郭 馨遠 揚 鋭 사쿠라이 마사아키 니시무라 아야 키타무라 토모유키 와타나베 유키코 나카타 쿠미코 오가와 마이 王 世林 SNIPES | 카와케 마사키                             | 3월 18일         |
| 제23화 | 王様と太陽 임금님과 태양              | 키시모토 타쿠   | 김세준 핫타 요스케                      | 김세준 핫타 요스케                            | 오오후사 아야카 오오시로 마사루 万 怡 토가시 유키 SPINES 우와세키 아야카 키타무라 토모유키 니시무라 아야 나카타 쿠미코 아베 아유미 무라타 오사무 후지사와 켄이치 요시다 카나코 후지이 노조무 로네 클레어 오가사와라 신 김세준 이마이 아리후미 오수민 | 노자키 아츠코 카와케 마사키 카와우치 유우 | 3월 25일         |

| 후지 TV 노이타미나  | 후지 TV 노이타미나 | 후지 TV 노이타미나               |
| 이전 작품           | 작품명             | 다음 작품                        |
| ------------------- | ------------------ | -------------------------------- |
| 평온세대의 위타천들 | 임금님 랭킹        | 다다미 넉 장 반 세계일주(재방송) |

### 애니메이션 《임금님 랭킹: 용기의 보물상자》
《임금님 랭킹: 용기의 보물상자》(일본어: 王様ランキング 勇気の宝箱 오사마 란킨구 유키노 다카라바코[*])는 전작과 마찬가지로 후지 TV '노이타미나' 등에서 2023년 4월부터 6월까지 방송되었다. 덧붙여, 본작의 내용은 전작에서 말하지 않았던 스페셜 에피소드로 되어 있어, '제2기'라고 이름을 붙이지 않았다.

#### 스태프(용기의 보물상자)
- 원작 - 토카 소스케
- 감독 - 핫타 요스케
- 시리즈 구성 - 키시모토 타쿠
- 캐릭터 디자인 - 노자키 아츠코
- 서브 캐릭터 디자인 - 무라타 오사무
- 치프 연출 - 후치가미 마코토
- 미술 감독 - 카네코 유지
- 미술 설정 - 후지이 카즈시
- 색채 설계 - 하시모토 사토시
- 촬영 감독 - 우에다 노리유키
- 편집 - 히로세 키요시
- 음향 감독 - 에비나 야스노리
- 음향 효과 - 오가타 야스마사
- 음악 - MAYUKO
- 음악 제작 - 애니플렉스
- 치프 프로듀서 - 우류 쿄코
- 프로듀서 - 이노우에 메구미, 오오시마 카즈키, 오카다 마이코
- 애니메이션 프로듀서 - 오카다 마이코
- 애니메이션 제작 - WIT STUDIO
- 제작 - 애니 '임금님 랭킹: 용기의 보물상자' 제작위원회(애니플렉스, 후지 텔레비전, KADOKAWA, BANDAI SPIRITS, WIT STUDIO, 덴쓰)

#### 주제가(용기의 보물상자)
GOLD
PEOPLE 1에 의한 오프닝 테마. / 작사·작곡 - Deu / 편곡 - Nobuaki Tanaka, Hajime Taguchi
정처없이(あてもなく)
Aimer에 의한 엔딩 테마. / 작사 - aimerrhythm / 작곡 - 토비나이 마사히로 / 편곡 - 타마이 켄지, 토비나이 마사히로

#### 방영 목록(용기의 보물상자)
| 화수   | 제목                                | 각본            | 그림 콘티            | 연출                              | 작화 감독 | 총작화 감독          | 방송일          |
| ------ | ----------------------------------- | --------------- | -------------------- | --------------------------------- | --- | -------------------- | --------------- |
| 제1화  | カゲのおつかい 카게의 심부름        | 카와구치 토모미 | 후치가미 마코토      | 후치가미 마코토                   | 무라타 오사무 | -                    | 2023년 4월 14일 |
| 제1화  | 王子とお金 왕자와 돈                | 카와구치 토모미 | 후치가미 마코토      | 후치가미 마코토                   | 오오후사 아야카 | -                    | 2023년 4월 14일 |
| 제2화  | 荒野の獣 황야의 짐승                | 이시이 후카     | 타카하시 아츠시      | 호소카와 요시츠구                 | 아라오 히데유키 | 무라타 오사무        | 4월 21일        |
| 제2화  | ふしぎな砂漠 신비한 사막            | 이시이 후카     | 타카하시 아츠시      | 히라무키 토모코                   | 키타무라 토모유키 야마모토 유코 니시무라 아야 SNIPES                                                                | 무라타 오사무        | 4월 21일        |
| 제3화  | ヒリングの旧友 힐링의 옛 친구       | 카와구치 토모미 | 사사키 신사쿠        | 후치가미 마코토                   | 카토 마유코 오가와 마이 야마모토 유코                                                                               | 노자키 아츠코        | 4월 28일        |
| 제3화  | ダイダと魔法 다이다와 마법          | 카와구치 토모미 | 노자키 아츠코        | 노자키 아츠코                     | 노자키 아츠코 | -                    | 4월 28일        |
| 제4화  | 不死と三兄弟 불사와 삼형제          | 이시이 후카     | 핫타 요스케          | 핫타 요스케                       | 오오후사 아야카 무라타 오사무 아라오 히데유키 카토 마유코 오가와 마이                                               | 무라타 오사무        | 5월 5일         |
| 제5화  | 冥府の掟 명부의 법                  | 이시이 후카     | 타가시라 시노부      | 타가시라 시노부                   | 타가시라 시노부 | 노자키 아츠코        | 5월 12일        |
| 제5화  | 恋する白馬 사랑하는 백마            | 이시이 후카     | 타가시라 시노부      | 타가시라 시노부                   | 타가시라 시노부 | 노자키 아츠코        | 5월 12일        |
| 제5화  | 優しき兵士ホクロ 상냥한 병사 호쿠로 | 이시이 후카     | 타가시라 시노부      | 타가시라 시노부                   | 타가시라 시노부 | 노자키 아츠코        | 5월 12일        |
| 제6화  | 王になったボッジ 왕이 된 봇지       | 카와구치 토모미 | 카네코 요시유키      | 카네코 요시유키                   | 코이소 유카 니시무라 아야 쿠지 요코                                                                                 | 무라타 오사무        | 5월 19일        |
| 제6화  | ダイダ王の憂鬱 다이다 왕의 우울     | 카와구치 토모미 | 카네코 요시유키      | 카네코 요시유키                   | 코이소 유카 니시무라 아야 키타무라 토모유키                                                                         | 무라타 오사무        | 5월 19일        |
| 제7화  | 薄ら笑いの蛇使い 엷은 웃음의 뱀술사 | 카와구치 토모미 | 타카하시 아츠시      | 카메다 요시미치                   | 오오후사 아야카 万 怡 카메다 요시미치                                                                               | 노자키 아츠코        | 5월 26일        |
| 제7화  | 四天王の宴 사천왕의 연회            | 카와구치 토모미 | 카메다 요시미치      | 카메다 요시미치                   | 니와 히로미 | 노자키 아츠코        | 5월 26일        |
| 제8화  | カゲのあこがれ 카게가 동경하는 것   | 이시이 후카     | 사이토 히카루        | 후치가미 마코토 호소카와 요시츠구 | 야마모토 유코 니시무라 아야 오가와 마이                                                                             | 무라타 오사무        | 6월 2일         |
| 제8화  | 偉大な母 위대한 어머니              | 이시이 후카     | 카가 료야(디렉터)    | 카가 료야(디렉터)                 | 카가 료야(디렉터)                                                                                                   | 카가 료야(디렉터)    | 6월 2일         |
| 제9화  | ミランジョと魔神 미란죠와 마신      | 이시이 후카     | Akino Fukuji(디렉터) | Akino Fukuji(디렉터)              | Akino Fukuji(디렉터)                                                                                                | Akino Fukuji(디렉터) | 6월 9일         |
| 제9화  | 王子と宝物 왕자와 보물              | 이시이 후카     | 후치가미 마코토      | 후치가미 마코토 호소카와 요시츠구 | 키타무라 토모유키 코이소 유카 오가와 마이 니시무라 아야 쿠지 요코                                                   | 노자키 아츠코        | 6월 9일         |
| 제10화 | 剣王の復活 검왕의 부활              | 키시모토 타쿠   | 핫타 요스케          | 핫타 요스케                       | 오오후사 아야카 노자키 아츠코 무라타 오사무 코이소 유카 츠마가리 다이스케 후지사와 켄이치 니시무라 아야 오가와 마이 | 노자키 아츠코        | 6월 16일        |

| 후지 TV 노이타미나            | 후지 TV 노이타미나           | 후지 TV 노이타미나          |
| 이전 작품                     | 작품명                       | 다음 작품                   |
| ----------------------------- | ---------------------------- | --------------------------- |
| 시끌별 녀석들(2022년판 제1기) | 임금님 랭킹: 용기의 보물상자 | 바람의 검심(2023년판 제1기) |